# Schmarotzerhaus (Menden)

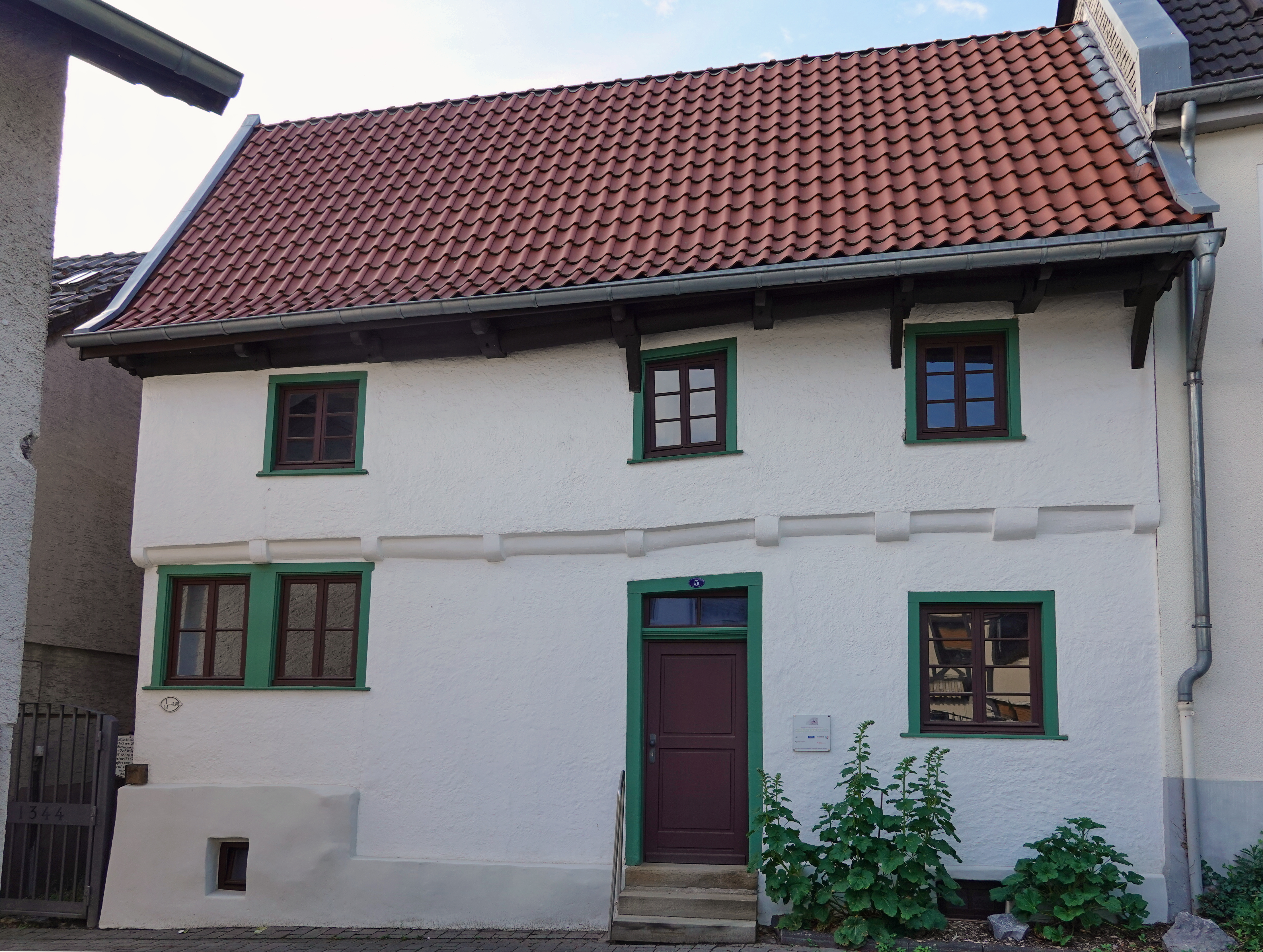
Schmarotzerhaus (2024)

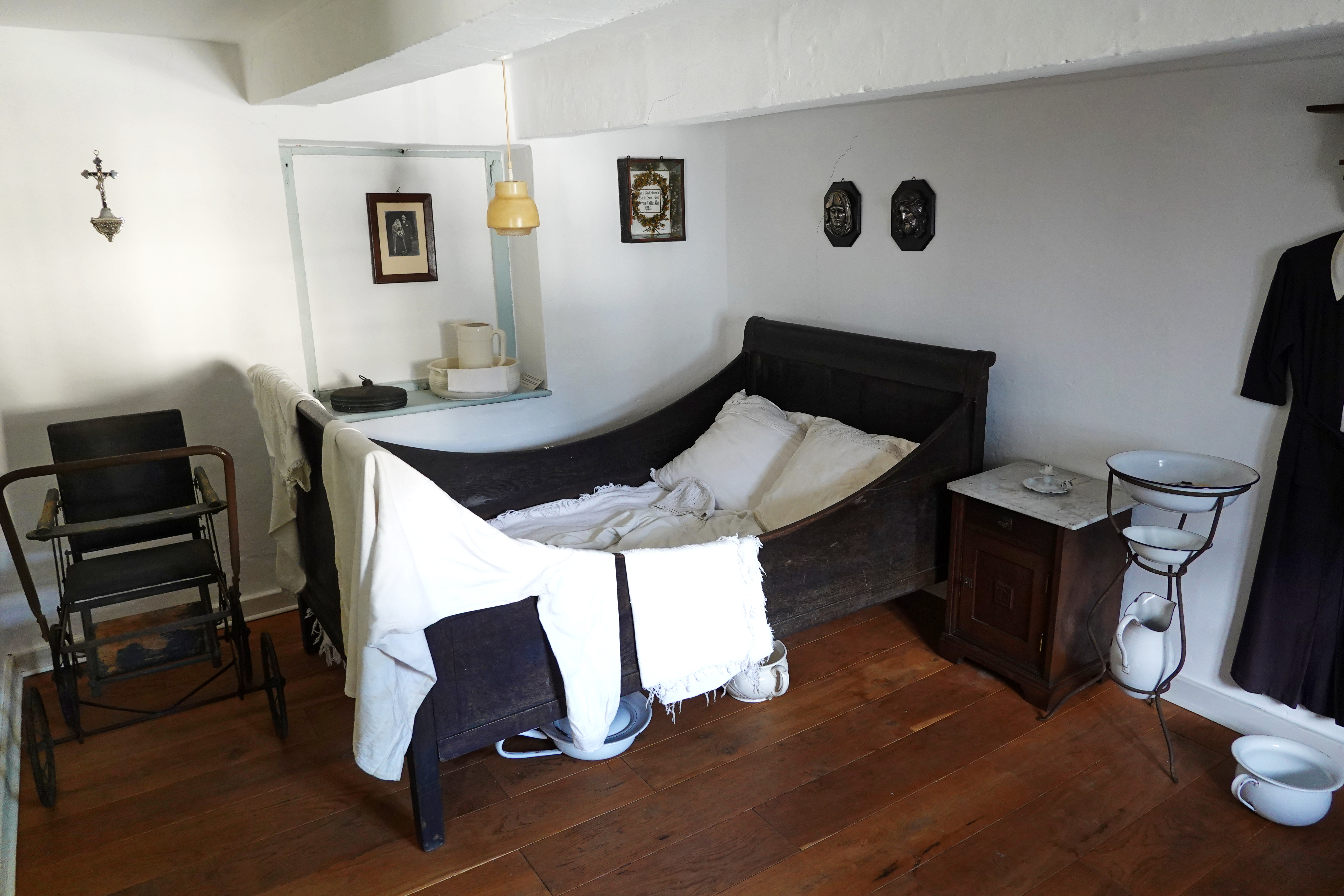
Kammer im Obergeschoss

Das Schmarotzerhaus ist ein denkmalgeschütztes Mauerhaus in der Innenstadt von Menden (Sauerland) am nördlichen Rand des Sauerlandes.
Das um 1710 errichtete kleine Fachwerkgebäude mit Backsteinfüllungen wurde unter Einbindung der ehemaligen mittelalterlichen Stadtmauer errichtet. Dies war kostengünstiger, weil man sich als Rückseite des Gebäudes die Stadtmauer als vierte Wand zunutze machte. Da die ehemalige Stadtmauer aus Bruchstein beim Bau sozusagen „schmarotzt“ wurde, hat das Haus seinen Namen „Schmarotzerhaus“ erhalten.
Der traufenständige teilweise verputzte Fachwerkbau von acht Gefachen Länge hat ein vorkragendes Obergeschoss, eine vorkragende Dachtraufe auf Knaggen und ein Satteldach, welches auf der Krone der noch etwa 4,50 Meter hohen Stadtmauer ruht. Im Inneren wird das Gebäude durch zwei Querwände bestimmt. Hinter den vier mittleren Gefachen mit der Zugangstür befindet sich eine „Eingangsküche“. Rechts und links der Küche etwas erhöht, hinter den zwei seitlichen Gefachen der Giebelseiten, ist jeweils ein kleiner Raum abgetrennt. Unter dem linken Raum mit zwei kleinen Fenstern befindet sich ein Keller mit Tonnengewölbe und einem sehr kleinen Fenster. Über dem Keller vor dem kleinen Raum führt eine steile Treppe in das Obergeschoss mit bewohnbaren Kammern, die sehr niedrig sind.
Besitzer des Hauses war im Jahr 1785 die Familie Müer mit 10 Personen, darunter Schieferdecker Daniel Müer sowie sein Sohn, Tagelöhner Johann Theor Müer. Die Familie des Sattlers und Nadlers Johann Kißmer bewohnte das Gebäude ab 1809. In den 1940er-Jahren war das Haus für monatlich zwanzig Mark vermietet.
Da es heute nur noch wenige Häuser gibt, die eine Stadtmauer bei der Errichtung mit einbezogen haben, wurde das Gebäude und der Stadtmauerrest mit Schießscharte 1986 unter Denkmalschutz gestellt. Zu dieser Zeit war das Gebäude bereits einsturzgefährdet, unbewohnt und vom Hausschwamm zerfressen.
Mithilfe der NRW-Stiftung, der eigens für das Schmarotzerhaus gegründeten Mendener „Stiftung Denkmal und Kultur“ und weiterer Förderer konnte das Objekt gerettet werden. Aufgrund der beispielhaften Sanierung zeichnete der Landschaftsverband Westfalen-Lippe (LWL) das Gebäude „Schmarotzerhaus“ im November 2009 als Denkmal des Monats aus.
Das Schmarotzerhaus An der Stadtmauer 5 ist heute eine Außenstelle des Stadtmuseums Menden. In ihm werden die Lebensbedingungen eines Nadlers aus der Zeit um 1840 mit Werkstatt, Möbeln und Hausgerät gezeigt.